# Llista de topònims de Martorelles
Llista de topònims (noms propis de lloc) del municipi de Martorelles, al Vallès Oriental
Informació actualitzada per un bot. Els canvis manuals es perdran quan s'actualitzi!

## casa
| imatge | Nom                                  | Ubicat a    | instància de | Detalls                                                 | coordenades                                                                                    | Protecció | Commons (més fotos)    | Dades a WD                    |
| ------ | ------------------------------------ | ----------- | ------------ | ------------------------------------------------------- | ---------------------------------------------------------------------------------------------- | --------- | ---------------------- | ----------------------------- |
|        | Ca la Llevadora                      | Martorelles | casa         |                                                         | 41° 31′ 35″ N, 2° 14′ 00″ E / 41.52636°N,2.23329°E ca:C. Agricultura, 13                       |           |                        | Modifica les dades a Wikidata |
|        | Ca la Mort                           | Martorelles | casa         | 18th century                                            | 41° 31′ 31″ N, 2° 14′ 36″ E / 41.52519°N,2.24347°E ca:C. Josep Anselm Clavé, 50                |           |                        | Modifica les dades a Wikidata |
|        | Can Batllori                         | Martorelles | casa         | 19th century                                            | 41° 31′ 31″ N, 2° 13′ 58″ E / 41.52528°N,2.23288°E ca:C. Agricultura, 34                       |           |                        | Modifica les dades a Wikidata |
|        | Can Bonafont                         | Martorelles | casa         | 20th century                                            | 41° 31′ 30″ N, 2° 14′ 43″ E / 41.52508°N,2.24533°E ca:C. Josep Anselm Clavé, 103               |           |                        | Modifica les dades a Wikidata |
|        | Can Lau de Martorelles               | Martorelles | casa         | Arquitecte: Marià Romaní i Rius Estil: noucentisme 1947 | 41° 31′ 33″ N, 2° 14′ 31″ E / 41.525896°N,2.241812°E                                           |           | Can Lau de Martorelles | Modifica les dades a Wikidata |
|        | Can Mascara                          | Martorelles | casa         | 19th century                                            | 41° 31′ 29″ N, 2° 14′ 44″ E / 41.5248°N,2.24547°E ca:C. Canigó, 13                             |           |                        | Modifica les dades a Wikidata |
|        | Can Pau Tranquil i ca la Beva        | Martorelles | casa         | 19th century                                            | 41° 31′ 38″ N, 2° 14′ 00″ E / 41.52712°N,2.23331°E ca:C. Agricultura, 1/ Av. Piera, 84         |           |                        | Modifica les dades a Wikidata |
|        | Can Rana                             | Martorelles | casa         | 19th century                                            | 41° 31′ 34″ N, 2° 14′ 27″ E / 41.52606°N,2.24089°E ca:C. Anselm Clavé, 12                      |           |                        | Modifica les dades a Wikidata |
|        | Can Sobirà                           | Martorelles | casa         | 19th century                                            | 41° 31′ 33″ N, 2° 14′ 30″ E / 41.5258°N,2.24156°E ca:C. de Can Sunyer, 1                       |           |                        | Modifica les dades a Wikidata |
|        | Can Tomeu                            | Martorelles | casa         | 19th century                                            | 41° 31′ 33″ N, 2° 14′ 29″ E / 41.5259°N,2.24135°E ca:C. Josep Anselm Clavé, 16                 |           |                        | Modifica les dades a Wikidata |
|        | casa del Carrer Colom, 22            | Martorelles | casa         | 20th century                                            | 41° 31′ 35″ N, 2° 13′ 56″ E / 41.52629°N,2.23214°E ca:C. Colom, 22                             |           |                        | Modifica les dades a Wikidata |
|        | casa del Carrer Colom, 26            | Martorelles | casa         | 20th century                                            | 41° 31′ 33″ N, 2° 13′ 56″ E / 41.52597°N,2.23226°E ca:C. Colom, 26                             |           |                        | Modifica les dades a Wikidata |
|        | cases del Carrer Anselm Clavé, 22-36 | Martorelles | casa         | 19th century                                            | 41° 31′ 32″ N, 2° 14′ 33″ E / 41.52557°N,2.24249°E ca:C. Anselm Clavé, 22-24-26-28-30-32-34-36 |           |                        | Modifica les dades a Wikidata |

## curs d'aigua
| imatge | Nom                        | Ubicat a                                                            | instància de               | Detalls                                                     | coordenades                                                                                               | Protecció | Commons (més fotos) | Dades a WD                    |
| ------ | -------------------------- | ------------------------------------------------------------------- | -------------------------- | ----------------------------------------------------------- | --- | --------- | ------------------- | ----------------------------- |
|        | Besòs                      | província de Barcelona Vallès Oriental Vallès Occidental Barcelonès | curs d'aigua riu principal | Desemboca: mar Mediterrània Llarg: 17.7km Conca: 1038.31km² | 41° 32′ 47″ N, 2° 15′ 02″ E / 41.5463°N,2.2506°E 41° 25′ 07″ N, 2° 13′ 59″ E / 41.4187°N,2.2331°E 16 msnm |           | Besòs River         | Modifica les dades a Wikidata |
|        | torrent de Can Sunyer      | Sant Fost de Campsentelles Martorelles                              | curs d'aigua               | Desemboca: Besòs                                            | 41° 31′ 27″ N, 2° 13′ 00″ E / 41.524041590733795°N,2.2165346145629887°E                                   |           |                     | Modifica les dades a Wikidata |
|        | torrent de les Llicorelles | Martorelles                                                         | curs d'aigua               | Desemboca: torrent de Can Sunyer                            | 41° 31′ 37″ N, 2° 14′ 23″ E / 41.52696°N,2.23977°E ca:Nucli de Martorelles                                |           |                     | Modifica les dades a Wikidata |

## dolmen
| imatge | Nom                  | Ubicat a                | instància de | Detalls | coordenades                                                                                   | Protecció                                  | Commons (més fotos)  | Dades a WD                    |
| ------ | -------------------- | ----------------------- | ------------ | ------- | --------------------------------------------------------------------------------------------- | ------------------------------------------ | -------------------- | ----------------------------- |
|        | dolmen de Can Gurri  | Vallromanes Martorelles | dolmen       |         | 41° 30′ 59″ N, 2° 16′ 51″ E / 41.5164°N,2.2808°E serralada de Marina                          | bé integrant del patrimoni cultural català | Dolmen de Can Gurri  | Modifica les dades a Wikidata |
|        | dolmen de Castellruf | Martorelles             | dolmen       |         | 41° 30′ 47″ N, 2° 16′ 01″ E / 41.5131°N,2.2669°E ca:Al sud-est de Castellruf, al peu del turó | bé integrant del patrimoni cultural català | Dolmen de Castellruf | Modifica les dades a Wikidata |

## edifici
| imatge | Nom                 | Ubicat a    | instància de | Detalls      | coordenades                                                                | Protecció | Commons (més fotos) | Dades a WD                    |
| ------ | ------------------- | ----------- | ------------ | ------------ | -------------------------------------------------------------------------- | --------- | ------------------- | ----------------------------- |
|        | Antigues Escoles    | Martorelles | edifici      | 20th century | 41° 31′ 42″ N, 2° 14′ 23″ E / 41.5284°N,2.23964°E ca:C. de les Escoles, 8  |           |                     | Modifica les dades a Wikidata |
|        | Torre Montserrat    | Martorelles | edifici      | 20th century | 41° 31′ 36″ N, 2° 14′ 26″ E / 41.52667°N,2.24065°E ca:C. d'Anselm Clavé, 2 |           |                     | Modifica les dades a Wikidata |
|        | Torre de Sant Jaume | Martorelles | edifici      |              | 41° 31′ 39″ N, 2° 14′ 12″ E / 41.52742°N,2.23653°E ca:Av. Piera, 103       |           |                     | Modifica les dades a Wikidata |
|        | la Recordança       | Martorelles | edifici      | 20th century | 41° 31′ 38″ N, 2° 14′ 08″ E / 41.52725°N,2.23559°E ca:Av. Piera, 112       |           |                     | Modifica les dades a Wikidata |
|        | la Sala del Cafè    | Martorelles | edifici      | 20th century | 41° 31′ 43″ N, 2° 14′ 15″ E / 41.52856°N,2.23759°E ca:Pl. de la Sardana, 1 |           |                     | Modifica les dades a Wikidata |
|        | la Torre dels Galls | Martorelles | edifici      | 20th century | 41° 31′ 32″ N, 2° 14′ 50″ E / 41.52549°N,2.24734°E ca:C. Anselm Clavé, 121 |           |                     | Modifica les dades a Wikidata |

## font
| imatge | Nom                         | Ubicat a    | instància de  | Detalls      | coordenades                                                                                  | Protecció | Commons (més fotos) | Dades a WD                    |
| ------ | --------------------------- | ----------- | ------------- | ------------ | -------------------------------------------------------------------------------------------- | --------- | ------------------- | ----------------------------- |
|        | font de Ca la Teresa        | Martorelles | font          |              | 41° 30′ 56″ N, 2° 16′ 31″ E / 41.515513°N,2.275231°E ca:Vall del torrent de can Gurri, 08106 |           |                     | Modifica les dades a Wikidata |
|        | font de Can Puig            | Martorelles | font          |              | 41° 31′ 52″ N, 2° 13′ 58″ E / 41.531082107807°N,2.2329149559819°E                            |           |                     | Modifica les dades a Wikidata |
|        | font de Can Roda            | Martorelles | font          |              | 41° 31′ 26″ N, 2° 14′ 38″ E / 41.523948331282°N,2.2437862245075°E                            |           |                     | Modifica les dades a Wikidata |
|        | font i safareig de can Camp | Martorelles | font safareig | 20th century | 41° 31′ 39″ N, 2° 14′ 27″ E / 41.52742°N,2.24073°E ca:Torrent de les Llicorelles             |           |                     | Modifica les dades a Wikidata |

## masia
| imatge | Nom                                        | Ubicat a    | instància de           | Detalls                                  | coordenades | Protecció                                  | Commons (més fotos)        | Dades a WD                    |
| ------ | ------------------------------------------ | ----------- | ---------------------- | ---------------------------------------- | --- | ------------------------------------------ | -------------------------- | ----------------------------- |
|        | Can Carrencà                               | Martorelles | masia                  | Estil: arquitectura popular              | 41° 31′ 42″ N, 2° 13′ 44″ E / 41.528263°N,2.228764°E ca:Ctra. Sant Adrià | bé integrant del patrimoni cultural català | Can Carrencà (Martorelles) | Modifica les dades a Wikidata |
|        | Can Fenosa                                 | Martorelles | masia                  | Estil: arquitectura popular 19th century | 41° 32′ 09″ N, 2° 14′ 26″ E / 41.535807°N,2.240434°E ca:Ctrra. de Montornés, km. 15                                                                                             | bé integrant del patrimoni cultural català |                            | Modifica les dades a Wikidata |
|        | Can Ginassó                                | Martorelles | masia                  |                                          | 41° 31′ 36″ N, 2° 14′ 34″ E / 41.52664°N,2.24272°E ca:C. de Can Genissó, 6 |                                            |                            | Modifica les dades a Wikidata |
|        | Can Puig                                   | Martorelles | masia                  | Estil: arquitectura popular 18th century | 41° 31′ 48″ N, 2° 14′ 05″ E / 41.529905°N,2.234618°E ca:Can Puig | bé integrant del patrimoni cultural català | Can Puig (Martorelles)     | Modifica les dades a Wikidata |
|        | Can Roda                                   | Martorelles | masia                  |                                          | 41° 31′ 22″ N, 2° 14′ 41″ E / 41.522909229332°N,2.24463328718981°E |                                            |                            | Modifica les dades a Wikidata |
|        | Can Sunyer                                 | Martorelles | masia                  |                                          | 41° 31′ 13″ N, 2° 14′ 38″ E / 41.520345712953°N,2.2438281687062°E |                                            |                            | Modifica les dades a Wikidata |
|        | Can Sunyer                                 | Martorelles | masia                  | 18th century                             | 41° 31′ 34″ N, 2° 14′ 17″ E / 41.52622°N,2.23811°E ca:C. de Can Sunyer, 37 |                                            |                            | Modifica les dades a Wikidata |
|        | Can Tellado                                | Martorelles | masia                  | 20th century                             | 41° 32′ 05″ N, 2° 14′ 20″ E / 41.5346714698112°N,2.23897014111569°E ca:C. del Molí                                                                                              |                                            |                            | Modifica les dades a Wikidata |
|        | Can Terrós                                 | Martorelles | masia                  |                                          | 41° 31′ 43″ N, 2° 14′ 31″ E / 41.52866°N,2.24188°E ca:C. de Can Terrós, 13 |                                            |                            | Modifica les dades a Wikidata |
|        | Casa del carrer Piquet 4                   | Martorelles | masia                  | 19th century                             | 41° 31′ 35″ N, 2° 14′ 19″ E / 41.5263°N,2.23861°E ca:C. Piquet, 4 |                                            |                            | Modifica les dades a Wikidata |
|        | Celler de Carrencà                         | Martorelles | masia                  | 18th century                             | 41° 31′ 42″ N, 2° 13′ 42″ E / 41.5283°N,2.22842°E ca:Masia de Carrencà |                                            |                            | Modifica les dades a Wikidata |
|        | Masia de Carrencà. Capella de Sant Domènec | Martorelles | masia edifici religiós | 18th century                             | 41° 31′ 41″ N, 2° 13′ 45″ E / 41.52797°N,2.22904°E 41° 31′ 40″ N, 2° 13′ 45″ E / 41.527854919433594°N,2.2291200160980225°E ca:Camí de Sant Adrià, s/n ca:Camí de Sant Adrià s/n |                                            |                            | Modifica les dades a Wikidata |

## mobiliari urbà
| imatge | Nom                           | Ubicat a    | instància de   | Detalls | coordenades                                                                      | Protecció | Commons (més fotos) | Dades a WD                    |
| ------ | ----------------------------- | ----------- | -------------- | ------- | -------------------------------------------------------------------------------- | --------- | ------------------- | ----------------------------- |
|        | Monòlit de Josep Anselm Clavé | Martorelles | mobiliari urbà | 1978    | 41° 31′ 29″ N, 2° 14′ 40″ E / 41.52478°N,2.24438°E ca:Parc de Josep Anselm Clavé |           |                     | Modifica les dades a Wikidata |
|        | Monòlit de can Camp           | Martorelles | mobiliari urbà | 1986    | 41° 31′ 39″ N, 2° 14′ 26″ E / 41.52756°N,2.24065°E ca:Avinguda Piera             |           |                     | Modifica les dades a Wikidata |

## monument
| imatge | Nom                       | Ubicat a    | instància de | Detalls      | coordenades | Protecció | Commons (més fotos) | Dades a WD                    |
| ------ | ------------------------- | ----------- | ------------ | ------------ | --- | --------- | ------------------- | ----------------------------- |
|        | Monument a Lluís Companys | Martorelles | monument     | 20th century | 41° 31′ 44″ N, 2° 14′ 16″ E / 41.52896°N,2.23777°E 41° 31′ 44″ N, 2° 14′ 16″ E / 41.5289192199707°N,2.237726926803589°E ca:Plaça de la Sardana                                              |           |                     | Modifica les dades a Wikidata |
|        | Monument de Simeó Rabassa | Martorelles | monument     | 20th century | 41° 31′ 48″ N, 2° 14′ 40″ E / 41.5299072265625°N,2.244434118270874°E 41° 31′ 48″ N, 2° 14′ 40″ E / 41.52989°N,2.24447°E ca:Pompeu Fabra, s/n, al costat de l'Escola ca:C. Pompeu Fabra, s/n |           |                     | Modifica les dades a Wikidata |

## obra escultòrica
| imatge | Nom                                        | Ubicat a    | instància de              | Detalls      | coordenades                                                                                               | Protecció | Commons (més fotos) | Dades a WD                    |
| ------ | ------------------------------------------ | ----------- | ------------------------- | ------------ | --- | --------- | ------------------- | ----------------------------- |
|        | Escultura de Martorelles amb Bòsnia        | Martorelles | obra escultòrica          | 20th century | 41° 31′ 35″ N, 2° 14′ 07″ E / 41.52627°N,2.23534°E ca:Parc de Can Sunyer                                  |           |                     | Modifica les dades a Wikidata |
|        | Escultura de l'Ajuntament                  | Martorelles | obra escultòrica          | 20th century | 41° 31′ 32″ N, 2° 14′ 36″ E / 41.52568°N,2.24337°E ca:Ajuntament de Martorelles. Plaça de l'Ajuntament, 1 |           |                     | Modifica les dades a Wikidata |
|        | Escultura de la Biblioteca Montserrat Roig | Martorelles | obra escultòrica          | 20th century | 41° 31′ 46″ N, 2° 14′ 28″ E / 41.52933°N,2.24119°E ca:C. Santiago Tiffon, 21                              |           |                     | Modifica les dades a Wikidata |
|        | Escultura de la Font del Saber             | Martorelles | obra escultòrica monument | 1996         | 41° 31′ 47″ N, 2° 14′ 41″ E / 41.52974°N,2.24473°E ca:Escola Simeó Rabassa. C. Pompeu Fabra, s/n          |           |                     | Modifica les dades a Wikidata |

## safareig
| imatge | Nom                         | Ubicat a    | instància de | Detalls      | coordenades                                                                       | Protecció | Commons (més fotos) | Dades a WD                    |
| ------ | --------------------------- | ----------- | ------------ | ------------ | --------------------------------------------------------------------------------- | --------- | ------------------- | ----------------------------- |
|        | Safareig de cal Julio Manco | Martorelles | safareig     | 20th century | 41° 31′ 33″ N, 2° 14′ 40″ E / 41.52571°N,2.24431°E ca:C. Escorxador               |           |                     | Modifica les dades a Wikidata |
|        | Safareig de can Fenosa      | Martorelles | safareig     | 19th century | 41° 32′ 11″ N, 2° 14′ 25″ E / 41.5364°N,2.24027°E ca:Al final del carrer del Molí |           |                     | Modifica les dades a Wikidata |

## Misc
| imatge | Nom                                  | Ubicat a    | instància de                                                                   | Detalls                              | coordenades | Protecció                                  | Commons (més fotos)                  | Dades a WD                    |
| ------ | ------------------------------------ | ----------- | ------------------------------------------------------------------------------ | ------------------------------------ | --- | ------------------------------------------ | ------------------------------------ | ----------------------------- |
|        | Can Puig                             | Martorelles | ens local històric de Catalunya                                                |                                      | 41° 31′ 48″ N, 2° 14′ 05″ E / 41.529905°N,2.234618°E |                                            |                                      | Modifica les dades a Wikidata |
|        | Can Vinyals                          | Martorelles | edifici residencial casa                                                       | Estil: noucentisme 20th century      | 41° 31′ 43″ N, 2° 14′ 18″ E / 41.52867126464844°N,2.238215923309326°E 41° 31′ 43″ N, 2° 14′ 18″ E / 41.52866°N,2.23823°E ca:Escoles, 2 / Can Puig ca:C. de les Escoles, 2  |                                            |                                      | Modifica les dades a Wikidata |
|        | Martorelles                          | Martorelles | entitat singular de població capital municipal ens local històric de Catalunya | 4984 hab                             | 41° 31′ 41″ N, 2° 14′ 09″ E / 41.52811993°N,2.23596848°E 104 msnm |                                            |                                      | Modifica les dades a Wikidata |
|        | Masia de Carrencà. Torre d'aigua     | Martorelles | element arquitectònic torre d'aigua                                            |                                      | 41° 31′ 40″ N, 2° 13′ 44″ E / 41.52787°N,2.22883°E 41° 31′ 40″ N, 2° 13′ 44″ E / 41.5278434753418°N,2.2288711071014404°E ca:Camí de Sant Adrià, s/n ca:Avinguda d'en Piera |                                            |                                      | Modifica les dades a Wikidata |
|        | Molí de Lloberons                    | Martorelles | molí d'aigua                                                                   | Estil: arquitectura popular          | 41° 32′ 08″ N, 2° 14′ 23″ E / 41.535541°N,2.23961°E ca:Del Molí / Can Fenosa                                                                                               | bé integrant del patrimoni cultural català | Molí de Lloberons                    | Modifica les dades a Wikidata |
|        | Poblat Ibèric del Turó de Castellruf | Martorelles | poblat ibèric                                                                  |                                      | 41° 30′ 51″ N, 2° 15′ 59″ E / 41.514291°N,2.266461°E | bé cultural d'interès local                | Poblat ibèric del Turó de Castellruf | Modifica les dades a Wikidata |
|        | Polígon industrial de Martorelles    | Martorelles | polígon industrial                                                             |                                      | 41° 31′ 58″ N, 2° 13′ 45″ E / 41.5328046027487°N,2.22915044235476°E |                                            |                                      | Modifica les dades a Wikidata |
|        | Rec del Bogatell                     | Martorelles | séquia                                                                         | 19th century                         | 41° 32′ 27″ N, 2° 14′ 03″ E / 41.54083°N,2.23429°E ca:Polígon Industrial del Pla                                                                                           |                                            |                                      | Modifica les dades a Wikidata |
|        | Sant Joaquim                         | Martorelles | església església parroquial                                                   | Arquitecte: Marià Romaní i Rius 1959 | 41° 31′ 43″ N, 2° 14′ 06″ E / 41.52853°N,2.235017°E ca:Plaça de l'Església, 1                                                                                              | bé integrant del patrimoni cultural català | Sant Joaquim de Martorelles          | Modifica les dades a Wikidata |
|        | casa consistorial de Martorelles     | Martorelles | casa consistorial                                                              |                                      | 41° 31′ 32″ N, 2° 14′ 36″ E / 41.5256872°N,2.2433675°E |                                            |                                      | Modifica les dades a Wikidata |
|        | parc de Can Sunyer                   | Martorelles | jardí públic                                                                   | 20th century                         | 41° 31′ 31″ N, 2° 14′ 21″ E / 41.52515°N,2.23927°E ca:Barri de Can Sunyer                                                                                                  |                                            |                                      | Modifica les dades a Wikidata |